# 杨澈 (十国)
杨澈（900年代—10世纪），五代十国時期南吳太祖杨行密第六子。
楊隆演即吳國國王位後，於武义元年（919年）封六弟楊澈為鄱阳郡公。楊溥即吳國皇帝位後，於乾貞元年（927年）封六弟楊澈為平原王，后改為德化王。不知所终。